# 多重完全數
多重完全數（multiply perfect number）為一數學名詞，是一種廣義的完全數。
針對一自然數k，自然數n為k重完全數的充份必要條件是n所有正因數的和（即除數函數，σ(n)）等於n的k倍，此定義下，完全數的除數函數為本身的2倍，因此是2重完全數。不論k的數值為何，k重完全數都屬於多重完全數。至2004年7月為止．已經找到k為11的多重完全數。
可以證明：
- 針對一質數p，若n為p重完全數且p無法整除n，則pn為(p+1)重完全數。因此可推得若整數n3重完全數，可被2整除但不能可被4整除，其充份必要條件是n/2需為奇數的完全數，至2012年12月為止，尚未發現任何奇數的完全數。
- 若3n為4k重完全數，且3無法整除n，則n為3k-重完全數。

## 最小的k重完全數
以下列出k <= 7時，各k值最小的k重完全數（OEIS數列A007539）：
| k | 最小的k重完全數                                           | 發現者                     |
| - | --------------------------------------------------------- | -------------------------- |
| 1 | 1                                                         | 不可考                     |
| 2 | 6                                                         | 不可考                     |
| 3 | 120                                                       | 不可考                     |
| 4 | 30240                                                     | 勒内·笛卡儿，約在1638年    |
| 5 | 14182439040                                               | 勒内·笛卡儿，約在1638年    |
| 6 | 154345556085770649600                                     | 羅伯特·丹尼·卡邁克爾, 1907 |
| 7 | 141310897947438348259849402738485523264343544818565120000 | TE Mason, 1911             |

例如，120的除數函數滿足以下的關係：
1+2+3+4+5+6+8+10+12+15+20+24+30+40+60+120 = 360 = 3 × 120.
120的除數函數為120的三倍，因此為3重完全數：

## 外部連結
- The Multiply Perfect Numbers page （页面存档备份，存于）
- The Prime Glossary: Multiply perfect numbers （页面存档备份，存于）